# Campionats del món de ciclisme en ruta de 1996
Els Campionats del món de ciclisme en ruta de 1996 es disputaren del 9 al 13 d'octubre de 1996 a Lugano, Suïssa. Aquesta fou la primera ocasió en què es disputaren les proves masculines en ruta sub-23 i contrarellotge sub-23.

## Resultats
| Proves :                                | Or                         | Or         | Argent                        | Argent   | Bronze                          | Bronze   |
| Masculines                              |                            |            |                               |          |                                 |          |
| Cursa en línia masculina detalls        | Johan Museeuw · Bèlgica    | 6h 23' 50" | Mauro Gianetti · Suïssa       | + 1"     | Michele Bartoli · Itàlia        | + 29"    |
| Contrarellotge masculina detalls        | Alex Zülle · Suïssa        | 48' 13"    | Chris Boardman · Regne Unit   | + 40"    | Tony Rominger · Suïssa          | + 42"    |
| Femenines                               |                            |            |                               |          |                                 |          |
| Cursa en línia femenina detalls         | Barbara Heeb · Suïssa      | 2h 53' 05" | Rasa Polikevičiūtė · Lituània | + 17"    | Linda Jackson · Canadà          | + 37"    |
| Contrarellotge femenina detalls         | Jeannie Longo · França     | 35' 16,07" | Catherine Marsal · França     | + 49"    | Alessandra Cappellotto · Itàlia | + 54.40" |
| Masculines sub-23                       |                            |            |                               |          |                                 |          |
| Cursa en línia masculina sub-23 detalls | Giuliano Figueras · Itàlia | 4h 23' 50" | Roberto Sgambelluri · Itàlia  | + 1"     | Luca Sironi · Itàlia            | + 29"    |
| Contrarellotge masculina sub-23 detalls | Luca Sironi · Itàlia       | 37' 51.89" | Roberto Sgambelluri · Itàlia  | + 52.49" | Andreas Klöden · Alemanya       | + 56,50" |

## Medaller
| Posició | País       | Or | Plata | Bronze | Total |
| 1       | Itàlia     | 2  | 2     | 3      | 7     |
| 2       | Suïssa     | 2  | 1     | 1      | 4     |
| 3       | França     | 1  | 1     | 0      | 2     |
| 4       | Bèlgica    | 1  | 0     | 0      | 1     |
| 5       | Regne Unit | 0  | 1     | 0      | 1     |
| 5       | Lituània   | 0  | 1     | 0      | 1     |
| 7       | Canadà     | 0  | 0     | 1      | 1     |
| 7       | Alemanya   | 0  | 0     | 1      | 1     |
| Total   | Total      | 6  | 6     | 6      | 18    |